# Letter to Loretta
Letter to Loretta, conosciuta anche con il titolo The Loretta Young Show (il titolo fu cambiato durante la prima stagione), è una serie televisiva statunitense in 257 episodi trasmessi per la prima volta nel corso di 8 stagioni dal 1953 al 1961.
È una serie di tipo antologico in cui ogni episodio rappresenta una storia a sé. Gli episodi sono storie di genere drammatico e vengono presentati da Loretta Young, che interpretò altresì la protagonista in vari episodi. Inizialmente la premessa principale della serie vedeva ogni episodio come una risposta ad una lettera spedita da uno spettatore a Loretta Young. Il concetto della lettera fu poi eliminato del tutto dopo la seconda stagione. La serie fu poi rinominata in The Loretta Young Theater nelle successive repliche in syndication.

## Interpreti
La serie vede la partecipazione di numerose star cinematografiche e televisive, molte delle quali interpretarono diversi ruoli in più di un episodio.
- John Milton Kennedy (36 episodi, 1953-1954)
- Robert Foulk (13 episodi, 1953-1959)
- John Newland (13 episodi, 1956-1960)
- Kitty Kelly (10 episodi, 1958-1961)
- Dabbs Greer (9 episodi, 1954-1960)
- Ricardo Montalbán (9 episodi, 1955-1961)
- George Nader (8 episodi, 1953-1961)
- Ann Doran (8 episodi, 1954-1959)
- Mabel Albertson (7 episodi, 1953-1958)
- Hugh Beaumont (7 episodi, 1953-1956)
- Renny McEvoy (7 episodi, 1956-1961)
- Ross Elliott (7 episodi, 1954-1961)
- Preston Hanson (7 episodi, 1958-1960)
- Jock Mahoney (6 episodi, 1954-1955)
- Donald Murphy (6 episodi, 1953-1956)
- Bruce Cowling (6 episodi, 1954-1956)
- Kathleen Freeman (6 episodi, 1953-1956)
- Helen Mayon (6 episodi, 1954-1958)
- Addison Richards (6 episodi, 1956-1961)
- Joan Sudlow (6 episodi, 1956-1960)
- Regis Toomey (6 episodi, 1956-1960)
- Ann Morrison (6 episodi, 1957-1961)
- James Parnell (6 episodi, 1958-1960)
- Christine White (6 episodi, 1958-1960)
- Paul Langton (5 episodi, 1953-1955)
- Christopher Dark (5 episodi, 1953-1956)
- Craig Stevens (5 episodi, 1953-1958)
- Dayton Lummis (5 episodi, 1954-1956)
- Don Haggerty (5 episodi, 1954-1960)
- Jacqueline deWit (5 episodi, 1954-1959)
- John Bryant (5 episodi, 1954-1955)
- Mary Alan Hokanson (5 episodi, 1955-1960)
- Robert Fortier (5 episodi, 1956-1957)
- Richard Garland (5 episodi, 1957-1961)
- Clark Howat (5 episodi, 1957-1959)
- Oliver McGowan (5 episodi, 1957-1958)
- James Philbrook (5 episodi, 1958-1961)
- Barney Phillips (5 episodi, 1958-1961)
- Charles Seel (5 episodi, 1958-1961)
- Joe Abdullah (5 episodi, 1961)
- Chick Chandler (4 episodi, 1954-1955)
- Don Beddoe (4 episodi, 1953-1959)
- Earl Robie (4 episodi, 1954-1956)
- Norman Ollestad (4 episodi, 1954-1955)
- Beverly Washburn (4 episodi, 1954-1956)
- Hugh O'Brian (4 episodi, 1954-1955)
- Paul Picerni (4 episodi, 1954-1958)
- Charles Herbert (4 episodi, 1954-1960)
- Paul Brinegar (4 episodi, 1954-1956)
- Stuart Randall (4 episodi, 1954-1955)
- Max Showalter (4 episodi, 1954-1955)
- John Eldredge (4 episodi, 1955-1959)
- Bing Russell (4 episodi, 1955-1958)
- Ted Stanhope (4 episodi, 1956-1961)
- Vaughn Taylor (4 episodi, 1956-1961)
- Barry Atwater (4 episodi, 1956-1959)
- Thomas Browne Henry (4 episodi, 1957-1960)
- Ralph Meeker (4 episodi, 1958-1961)
- Malcolm Cassell (4 episodi, 1958-1960)
- Gregory Irvin (4 episodi, 1958-1960)
- Philip Phillips (4 episodi, 1958-1960)
- Everett Sloane (4 episodi, 1959-1960)
- Claude Akins (4 episodi, 1959)
- John Clarke (4 episodi, 1960-1961)
- Frances Bavier (3 episodi, 1953-1954)
- Eddie Albert (3 episodi, 1954-1958)
- William Campbell (3 episodi, 1953-1955)
- Peter Brocco (3 episodi, 1954)
- Alan Hale Jr. (3 episodi, 1954-1958)
- Carl Benton Reid (3 episodi, 1953-1958)
- Harry Bartell (3 episodi, 1953-1956)
- Walter Coy (3 episodi, 1953-1955)
- Geraldine Carr (3 episodi, 1953-1954)
- Virginia Christine (3 episodi, 1958-1960)
- Mae Clarke (3 episodi, 1954-1958)
- Mary Carroll (3 episodi, 1954-1956)
- Stanley Clements (3 episodi, 1954-1956)
- Carleton G. Young (3 episodi, 1954-1955)
- James Flavin (3 episodi, 1954)
- William Tennant (3 episodi, 1960)
- Adrienne Marden (3 episodi, 1953-1955)
- George Eldredge (3 episodi, 1954-1960)
- Walter 'PeeWee' Flannery (3 episodi, 1954)
- Forrest Lewis (3 episodi, 1954)
- Jon Lormer (3 episodi, 1958-1960)
- William Fawcett (3 episodi, 1953-1960)
- Glenn Langan (3 episodi, 1955-1960)
- Robert Anderson (3 episodi, 1955-1959)
- Cheryl Callaway (3 episodi, 1955-1958)
- Laraine Day (3 episodi, 1955-1957)
- Lewis Martin (3 episodi, 1955-1957)
- Stephen McNally (3 episodi, 1955-1957)
- Scott Forbes (3 episodi, 1955-1956)
- Phyllis Thaxter (3 episodi, 1955-1956)
- John Ericson (3 episodi, 1956-1960)
- Mark Roberts (3 episodi, 1956-1960)
- Fred Coby (3 episodi, 1956-1959)
- Frank Lovejoy (3 episodi, 1956-1959)
- Maurice Manson (3 episodi, 1956-1959)
- Erik Nielsen (3 episodi, 1956-1959)
- Johnny Crawford (3 episodi, 1956-1957)
- Pat Crowley (3 episodi, 1957-1959)
- James Daly (3 episodi, 1957-1959)
- Maidie Norman (3 episodi, 1957-1959)
- Edward Platt (3 episodi, 1957-1959)
- Carl Thayler (3 episodi, 1957-1959)
- Frances Mercer (3 episodi, 1957-1958)
- Kim Spalding (3 episodi, 1957-1958)
- Donna Jo Boyce (3 episodi, 1958-1959)
- George Keymas (3 episodi, 1958-1959)
- John Munro (3 episodi, 1958-1959)
- Elvira Curci (3 episodi, 1958)
- Robert Rockwell (3 episodi, 1958)
- Mary Munday (3 episodi, 1959-1960)
- Jean Howell (3 episodi, 1960-1961)

## Produzione
La serie fu prodotta da Lewislor Productions e Toreto Enterprises e girata nei General Service Studios e nei RKO Studios a Hollywood in California. Le musiche furono composte da Harry Lubin.

### Registi
Tra i registi sono accreditati:
- Robert Florey in 36 episodi (1953-1954)
- Richard Morris in 8 episodi (1954-1960)
- Rudolph Maté in 7 episodi (1959-1960)
- Norman Foster in 5 episodi (1956-1960)
- Richard Donner in 5 episodi (1961)
- Harry Keller in 4 episodi (1954-1955)
- Tay Garnett in 3 episodi (1958-1959)
- John Newland

### Sceneggiatori
Tra gli sceneggiatori sono accreditati:
- Richard Morris in 16 episodi (1953-1960)
- William Bruckner in 5 episodi (1953-1960)
- Gene Levitt in 4 episodi (1953-1956)
- Devery Freeman in 4 episodi (1953-1954)
- Helen L. Morgan in 3 episodi (1953-1954)
- Marian Spitzer in 3 episodi (1954-1957)
- Lowell S. Hawley in 3 episodi (1955-1960)
- Gabrielle Upton in 2 episodi (1953-1954)
- John Meredyth Lucas in 2 episodi (1954-1955)
- Charles Bonner in 2 episodi (1954)
- Barbara Merlin in 2 episodi (1954)
- Pauline Stone in 2 episodi (1956-1959)

## Distribuzione
La serie fu trasmessa negli Stati Uniti dal 20 settembre 1953 al 10 settembre 1961 sulla rete televisiva NBC.

## Episodi
| Stagione         | Episodi | Prima TV USA |
| ---------------- | ------- | ------------ |
| Prima stagione   | 36      | 1953-1954    |
| Seconda stagione | 35      | 1954-1955    |
| Terza stagione   | 32      | 1955-1956    |
| Quarta stagione  | 34      | 1956-1957    |
| Quinta stagione  | 29      | 1957-1958    |
| Sesta stagione   | 30      | 1958-1959    |
| Settima stagione | 30      | 1959-1960    |
| Ottava stagione  | 31      | 1960-1961    |